# Deroceras vascoana
Deroceras vascoana је пуж из реда Stylommatophora и фамилије Agriolimacidae.

## Угроженост
Ова врста је на нижем степену опасности од изумирања, и сматра се скоро угроженим таксоном.

## Распрострањење
Врста је присутна у Шпанији и Француској.